# Таклідабад (Марказі)
Таклідабад (перс. تقليداباد) — село в Ірані, у дегестані Гакімабад, в Центральному бахші, шахрестані Зарандіє остану Марказі. За даними перепису 2006 року, його населення становило 1023 особи, що проживали у складі 251 сім'ї.

## Клімат
Середня річна температура становить 15,43°C, середня максимальна – 34,48°C, а середня мінімальна – -7,06°C. Середня річна кількість опадів – 253 мм.
| Клімат поселення                              | Клімат поселення | Клімат поселення | Клімат поселення | Клімат поселення | Клімат поселення | Клімат поселення | Клімат поселення | Клімат поселення | Клімат поселення | Клімат поселення | Клімат поселення | Клімат поселення | Клімат поселення |
| Показник                                      | Січ.             | Лют.             | Бер.             | Квіт.            | Трав.            | Черв.            | Лип.             | Серп.            | Вер.             | Жовт.            | Лист.            | Груд.            |                  |
| Середній максимум, °C                         | 10,61            | 13,32            | 17,78            | 23,95            | 28,73            | 33,57            | 34,48            | 33,22            | 29,41            | 23,51            | 16,90            | 10,71            |                  |
| Середня температура, °C                       | 1,78             | 4,50             | 8,94             | 15,12            | 19,91            | 24,74            | 28,14            | 26,88            | 23,06            | 17,18            | 10,57            | 4,36             |                  |
| Середній мінімум, °C                          | −7,06            | −4,34            | 0,12             | 6,29             | 11,06            | 15,91            | 21,80            | 20,54            | 16,72            | 10,85            | 4,23             | −1,97            |                  |
| Норма опадів, мм                              | 36               | 35               | 45               | 30               | 22               | 4                | 2                | 1                | 1                | 15               | 25               | 37               |                  |
| Середньомісячна швидкість вітру, м/с          | 1.80             | 2.15             | 3.19             | 3.24             | 3.03             | 2.84             | 3.01             | 2.86             | 2.38             | 2.29             | 1.81             | 1.98             |                  |
| Середньомісячна сонячна радіація, кДж/м²·день | 8975             | 11684            | 14284            | 17942            | 21953            | 25911            | 25557            | 23301            | 19790            | 14527            | 10669            | 8489             |                  |
| --------------------------------------------- | ---------------- | ---------------- | ---------------- | ---------------- | ---------------- | ---------------- | ---------------- | ---------------- | ---------------- | ---------------- | ---------------- | ---------------- | ---------------- |
| Джерело:                                      |                  |                  |                  |                  |                  |                  |                  |                  |                  |                  |                  |                  |                  |